# My Favorite Spy (1951)
My Favorite Spy is een Amerikaanse filmkomedie uit 1951 onder regie van Norman Z. McLeod. Destijds werd de film in Nederland uitgebracht onder de titel Je moet maar pech hebben.

## Verhaal
De komiek Peanuts White wordt door de Amerikaanse overheid gerekruteerd om zich uit te geven voor de spion Eric Augustine. Hij moet een kostbare microfilm kopen in Tanger. Daar maakt hij kennis met de aantrekkelijke Lily Dalbray, een oude vriendin van Eric Augustine.

## Rolverdeling
| Acteur              | Personage                      |
| ------------------- | ------------------------------ |
| Bob Hope            | Peanuts White / Eric Augustine |
| Hedy Lamarr         | Lily Dalbray                   |
| Francis L. Sullivan | Karl Brubaker                  |
| Arnold Moss         | Tasso                          |
| John Archer         | Henderson                      |
| Luis Van Rooten     | Rudolf Hoenig                  |
| Stephen Chase       | Donald Bailey                  |
| Morris Ankrum       | Generaal Frazer                |
| Angela Clarke       | Waarzegster                    |
| Iris Adrian         | Lola                           |
| Frank Faylen        | Newton                         |
| Mike Mazurki        | Monkara                        |
| Marc Lawrence       | Ben Ali                        |
| Tonio Selwart       | Harry Crock                    |
| Ralph Smiley        | El Sarif                       |